# Phänomenta Bremerhaven

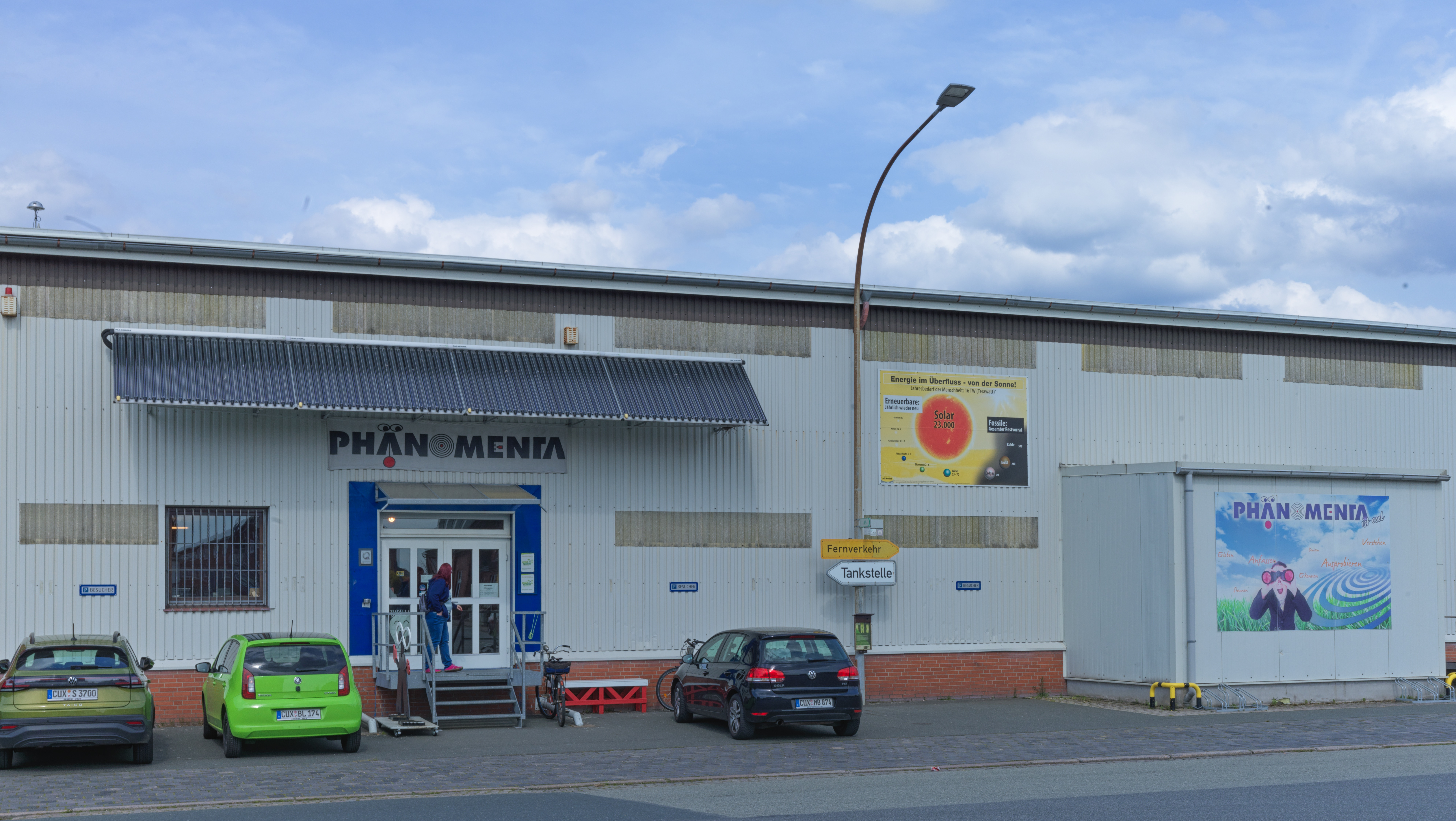
Phänomenta in Bremerhaven

Das Phänomenta Science Center Bremerhaven ist als Erlebnismuseum ein Science Center in Bremerhaven - Fischereihafen, Hoebelstraße 24 beim Schaufenster Fischereihafen.

## Geschichte
Ein kleines Science Center wurde 1994 gegründet und nutzte von nach 1996 bis um 2002 Räume im ehemaligen Bremerhavener Stadtbad. Nach dem Abriss des Hallenbades wurde in den Räumen der alten Gewürzmühle im Fischereihafen das Center ausgebaut. Es hat aktuell (2022) mehr als 80 Experimentierstationen und wird überwiegend von Schulklassen, Jugendlichen und Familien genutzt; 2005 kamen 13.000 Besucher. 2008 bekam die Phänomenta bei Bio-Nord eine Ausstellungsfläche mit einem direkten Durchgang. Attraktion ist u. a. die Simulation Fahrstuhl bis in 5000 Meter Tiefe.
Das Center ist vernetzt mit dem Projekt meerMint, dem Nordsee Science Center, den Sternfreunden Bremerhaven und dem Universum Bremen. Es wird vom Verein PHÄNOMENTA Bremerhaven e.V ehrenamtlich betrieben.